# Dyskografia Bomfunk MC’s
Dyskografia Bomfunk MC’s – fińskiego zespołu muzyki elektronicznej – obejmuje trzy albumy studyjne, album remiksowy, kompilację, trzynaście singli i dziewięć teledysków.
Zespół został założony w 1998 roku przez DJ-a Gismo i B.O.W. Debiutancki album zespołu, In Stereo został wydany w 1999 roku. Album na początku 2000 roku został sprzedany w Europie w ponad 600 000 egzemplarzach, w Finlandii sprzedano 134 610 egzemplarzy, gdzie uzyskał status podwójnej platyny i złota. Album otrzymał też status złotej płyty w Szwecji, Norwegii, Polsce, Australii i Nowej Zelandii. Drugi singel z albumu, „Freestyler” w 2000 roku został sprzedany w Europie w 2 250 000 egzemplarzach, otrzymując certyfikaty w siedmiu krajach, a także w Australii i Nowej Zelandii. Był najlepiej sprzedającym się singlem w Europie w 2000 roku. Kolejny singel z albumu, „B-Boys & Flygirls” pokrył się platyną w Australii i złotem w Szwecji. W tym roku został wydany także album remiksowy, Remix Album.
Kolejny studyjny album zespołu, Burnin’ Sneakers został wydany w 2002 roku, album został sprzedany w Finlandii w 54 797 egzemplarzach, pokrył się on platynową i złotą płytą. Pierwszy singel z albumu, „Super Electric” został sprzedany w Finlandii w 14 073 egzemplarzach i pokrył się platyną. Trzeci singel, „(Crack It) Something Going On” z gościnnym udziałem Jessiki Folcker pokrył się złotem w Norwegii.
Trzeci studyjny album zespołu, Reverse Psychology został wydany w 2004 roku i był notowany tylko w Finlandii, przez osiem tygodni, najwyżej na dziesiątym miejscu. Ostatni singel z albumu, „Hypnotic” osiągnął pierwsze miejsce w Finlandii.
W skład zespołu wchodzą Raymond Ebanks (BOW), Ari Toikka, Okke Komulainen, Riku Pentti, Ville Mäkinen. Ismo Lappalainen (DJ Gismo) zdecydował się opuścić zespół. Jaakko Salovaara jest głównym producentem zespołu.
W 2009 roku została wydana kompilacja zespołu, Best of.

## Albumy studyjne
| Rok                         | Dane dot. albumu | Najwyższe pozycje na listach | Najwyższe pozycje na listach | Najwyższe pozycje na listach | Najwyższe pozycje na listach | Najwyższe pozycje na listach | Najwyższe pozycje na listach | Najwyższe pozycje na listach | Najwyższe pozycje na listach | Najwyższe pozycje na listach | Najwyższe pozycje na listach | Najwyższe pozycje na listach | Najwyższe pozycje na listach | Najwyższe pozycje na listach | Najwyższe pozycje na listach | Najwyższe pozycje na listach | Najwyższe pozycje na listach | Certyfikat                                                                        | Sprzedaż                       |
| Rok                         | Dane dot. albumu | FIN                          | SWE                          | NOR                          | DNK                          | DEU                          | AUT                          | CHE                          | FRA                          | NLD                          | GBR                          | BEL (WAL)                    | BEL (FLA)                    | POL                          | HUN                          | AUS                          | NZL                          | Certyfikat                                                                        | Sprzedaż                       |
| --------------------------- | --- | ---------------------------- | ---------------------------- | ---------------------------- | ---------------------------- | ---------------------------- | ---------------------------- | ---------------------------- | ---------------------------- | ---------------------------- | ---------------------------- | ---------------------------- | ---------------------------- | ---------------------------- | ---------------------------- | ---------------------------- | ---------------------------- | --------------------------------------------------------------------------------- | ------------------------------ |
| 1999                        | In Stereo - Wydany: 2 czerwca 1999 - Wytwórnia: Sony Music Entertainment - Format: CD, 2×CD, kaseta magnetofonowa, digital download                 | 1                            | 6                            | 2                            | –                            | 13                           | 11                           | 12                           | 73                           | 35                           | 33                           | 21                           | 11                           | 20                           | 7                            | 24                           | 13                           | - FIN: 2×platyna - SWE: złoto - NOR: złoto - POL: złoto - AUS: złoto - NZL: złoto | - EUR: 600 000+ - FIN: 134 610 |
| 2002                        | Burnin’ Sneakers - Wydany: 1 maja 2002 - Wytwórnia: Sony Music Entertainment, Epidrome - Format: CD, CD+DVD, kaseta magnetofonowa, digital download | 1                            | 24                           | 26                           | 34                           | –                            | –                            | –                            | –                            | –                            | –                            | –                            | –                            | –                            | –                            | –                            | –                            | - FIN: platyna                                                                    | - FIN: 54 797                  |
| 2004                        | Reverse Psychology - Wydany: 17 września 2004 - Wytwórnia: Universal Music Domestic Division - Format: CD, digital download                         | 10                           | –                            | –                            | –                            | –                            | –                            | –                            | –                            | –                            | –                            | –                            | –                            | –                            | –                            | –                            | –                            |                                                                                   |                                |
| „–” album nie był notowany. | |                              |                              |                              |                              |                              |                              |                              |                              |                              |                              |                              |                              |                              |                              |                              |                              |                                                                                   |                                |

## Albumy remiksowe
| Rok  | Dane dot. albumu                                                                |
| ---- | ------------------------------------------------------------------------------- |
| 1999 | Remix Album - Wydany: 1999 - Wytwórnia: Epidrome - Format: Kaseta magnetofonowa |

## Kompilacje
| Rok  | Dane dot. albumu                                                         |
| ---- | ------------------------------------------------------------------------ |
| 2009 | Best of - Wydany: 2009 - Wytwórnia: Universal Music Lebanon - Format: CD |

## Single
| Rok                          | Tytuł                                                   | Najwyższe pozycje na listach | Najwyższe pozycje na listach | Najwyższe pozycje na listach | Najwyższe pozycje na listach | Najwyższe pozycje na listach | Najwyższe pozycje na listach | Najwyższe pozycje na listach | Najwyższe pozycje na listach | Najwyższe pozycje na listach | Najwyższe pozycje na listach | Najwyższe pozycje na listach | Najwyższe pozycje na listach | Najwyższe pozycje na listach | Najwyższe pozycje na listach | Najwyższe pozycje na listach | Najwyższe pozycje na listach | Certyfikat | Sprzedaż                                      | Album            |
| Rok                          | Tytuł                                                   | FIN                          | SWE                          | NOR                          | DNK                          | DEU                          | AUT                          | CHE                          | FRA                          | ITA                          | BEL (WAL)                    | BEL (FLA)                    | NLD                          | GBR                          | IRL                          | AUS                          | NZL                          | Certyfikat | Sprzedaż                                      | Album            |
| ---------------------------- | ------------------------------------------------------- | ---------------------------- | ---------------------------- | ---------------------------- | ---------------------------- | ---------------------------- | ---------------------------- | ---------------------------- | ---------------------------- | ---------------------------- | ---------------------------- | ---------------------------- | ---------------------------- | ---------------------------- | ---------------------------- | ---------------------------- | ---------------------------- | --- | --------------------------------------------- | ---------------- |
| 1998                         | „Uprocking Beats”                                       | –                            | 53                           | –                            | –                            | 63                           | 67                           | –                            | –                            | –                            | –                            | –                            | –                            | 11                           | 15                           | 43                           | –                            | |                                               | In Stereo        |
| 1999                         | „Freestyler”                                            | 4                            | 1                            | 1                            | –                            | 1                            | 1                            | 1                            | 8                            | 1                            | 1                            | 1                            | 1                            | 2                            | 3                            | 1                            | 1                            | - SWE: 3×platyna - AUS: 2×platyna - DEU: platyna - NOR: platyna - EUR: platyna - AUT: platyna - CHE: platyna - NLD: platyna - NZL: platyna - GBR: złoto - FRA: złoto | - EUR: 2 250 000 - FRA: 250 000 - SWI: 50 000 | In Stereo        |
| 1999                         | „B-Boys & Flygirls”                                     | 5                            | 3                            | –                            | –                            | 18                           | 14                           | 20                           | 68                           | –                            | 31                           | 4                            | 14                           | –                            | –                            | 7                            | –                            | - AUS: platyna - SWE: złoto |                                               | In Stereo        |
| 1999                         | „Other Emcee’s”                                         | 5                            | –                            | –                            | –                            | –                            | –                            | –                            | –                            | –                            | –                            | –                            | –                            | –                            | –                            | –                            | –                            | |                                               | In Stereo        |
| 1999                         | „Sky’s the Limit”                                       | –                            | –                            | –                            | –                            | –                            | –                            | –                            | –                            | –                            | –                            | –                            | –                            | –                            | –                            | –                            | –                            | |                                               | In Stereo        |
| 1999                         | „Rocking (Just to Make Ya Move)”                        | –                            | –                            | –                            | –                            | –                            | –                            | –                            | –                            | –                            | –                            | –                            | –                            | –                            | –                            | –                            | –                            | |                                               | In Stereo        |
| 2001                         | „Super Electric”                                        | 1                            | 29                           | 13                           | –                            | 58                           | 58                           | 59                           | –                            | –                            | –                            | –                            | 75                           | –                            | –                            | 39                           | –                            | - FIN: platyna | - FIN: 14 073                                 | Burnin’ Sneakers |
| 2002                         | „Live Your Life” (feat. Max’C)                          | 1                            | 6                            | 4                            | 14                           | 67                           | –                            | –                            | –                            | –                            | –                            | 37                           | –                            | –                            | –                            | –                            | –                            | |                                               | Burnin’ Sneakers |
| 2002                         | „(Crack It) Something Going On” (feat. Jessica Folcker) | 3                            | 4                            | 2                            | –                            | 10                           | 19                           | 70                           | –                            | 15                           | –                            | 31                           | –                            | –                            | –                            | –                            | –                            | - NOR: złoto |                                               | Burnin’ Sneakers |
| 2002                         | „Back to Back” (feat. Z–MC)                             | 12                           | –                            | –                            | –                            | –                            | –                            | –                            | –                            | –                            | –                            | –                            | –                            | –                            | –                            | –                            | –                            | |                                               | Burnin’ Sneakers |
| 2004                         | „Turn It Up” (feat. Anna Nordell)                       | –                            | –                            | –                            | –                            | –                            | –                            | –                            | –                            | –                            | –                            | –                            | –                            | –                            | –                            | –                            | –                            | Reverse Psychology |                                               |                  |
| 2004                         | „No Way in Hell”                                        | 8                            | –                            | –                            | –                            | 85                           | –                            | –                            | –                            | –                            | –                            | –                            | –                            | –                            | –                            | –                            | –                            | Reverse Psychology |                                               |                  |
| 2004                         | „Hypnotic”                                              | 1                            | –                            | –                            | –                            | 68                           | –                            | –                            | –                            | –                            | –                            | –                            | –                            | –                            | –                            | –                            | –                            | Reverse Psychology |                                               |                  |
| „–” singel nie był notowany. |                                                         |                              |                              |                              |                              |                              |                              |                              |                              |                              |                              |                              |                              |                              |                              |                              |                              | |                                               |                  |

## Teledyski
| Rok  | Tytuł                           | Reżyser           |
| ---- | ------------------------------- | ----------------- |
| 1998 | „Uprocking Beats”               | Miikka Lommi      |
| 1999 | „Freestyler”                    | Miikka Lommi      |
| 2000 | „B-Boys & Flygirls”             | –                 |
| 2001 | „Super Electric”                | Taku Kaskela      |
| 2002 | „Live Your Life”                | Juuso „Uzi” Syrjä |
| 2002 | „(Crack It) Something Going On” | Juuso „Uzi” Syrjä |
| 2002 | „Back to Back”                  | Kusti Manninen    |
| 2004 | „No Way in Hell”                | Kusti Manninen    |
| 2004 | „Hypnotic”                      | Miikka Lommi      |